# Kemping (amerykański serial telewizyjny)
Kemping – amerykański serial telewizyjny (komedia) wyprodukowany przez Hush Ho, Baby Cow Productions, I Am Jenni Konner Productions oraz Good Thing Going, który jest amerykańską adaptacją brytyjskiego miniserialu pod tym samym tytułem, stworzonego przez Julię Davis. Serial jest emitowany od 14 października 2018 roku przez HBO, natomiast w Polsce dzień później na HBO Polska.

## Fabuła
Kathryn (Jennifer Garner), mająca obsesję na punkcie kontroli, z okazji zbliżających się czterdziestych piątych urodzin swojego męża Walta (David Tennant) postanawia zaprosić kilkoro znajomych i najbliższą rodzinę na wspólny wypad na kemping. Z pozoru sielankowy weekend szybko zamienia się jednak w nie lada wyzwanie dla wszystkich uczestników wyprawy. Wyjazd wywołuje wiele emocji i odsłania ukrywane do tej pory napięcia oraz wspomnienia, o których wszyscy woleliby zapomnieć. Na próbę wystawione zostają nie tylko relacje małżeńskie, ale także długoletnie przyjaźnie.

## Obsada

### Główna
- Jennifer Garner jako Kathryn McSorley-Jodell[3]
- David Tennant jako Walt Jodell[4]
- Juliette Lewis jako Jandice[5]
- Ione Skye jako Carleen[6]
- Chris Sullivan jako Joe
- Arturo Del Puerto jako Miguel[7]
- Janicza Bravo jako Nina-Joy[7]
- Brett Gelman jako George[7]

### Role drugoplanowe
- Bridget Everett jako Harry
- Duncan Joiner jako Orvis

## Odcinki
| # | Tytuł                   | Reżyseria       | Scenariusz                | Premiera w HBO       | Premiera w HBO Polska |
| - | ----------------------- | --------------- | ------------------------- | -------------------- | --------------------- |
| 1 | Pilot                   | Jenni Konner    | Lena Dunham, Jenni Konner | 14 października 2018 | 15 października 2018  |
| 2 | Going to Town           | Jenni Konner    | Lena Dunham, Jenni Konner | 21 października 2018 | 22 października 2018  |
| 3 | Fishing Trip            | John Riggi      | John Riggi                | 28 października 2018 | 29 października 2018  |
| 4 | Up All Night            | Wendey Stanzler | Paula Pell                | 4 listopada 2018     | 5 listopada 2018      |
| 5 | Just Plain Mad          | Jude Weng       | Travon Free, Lena Dunham  | 11 listopada 2018    | 12 listopada 2018     |
| 6 | Carleen?!               | Wendey Stanzler | Lena Dunham               | 18 listopada 2018    | 19 listopada 2018     |
| 7 | Birthday Party (Part 1) | Jude Weng       | Lena Dunham, Jenni Konner | 25 listopada 2018    | 26 listopada 2018     |
| 8 | Birthday Party (Part 2) | Jason Benjamin  | Lena Dunham, Jenni Konner | 4 listopada 2018     | 5 listopada 2018      |

## Produkcja
9 lutego 2018 roku, stacja kablowa HBO zamówiła ośmioodcinkowy serial, w którym główną rolę zagra Jennifer Garner.
W kolejnym miesiącu do obsady dołączyli: David Tennant jako Walt Jodell, Juliette Lewis jako Jandice, Ione Skye jako Carleen, Arturo Del Puerto jako Miguel, Janicza Bravo jako Nina-Joy oraz Brett Gelman jako George.